# Etruskische kunst
De Etruskische kunst ontstond uit de eigen cultuur en ambachten van de Etrusken, maar werd ook sterk beïnvloed door de handelsrelaties met de rest van de Middellandse Zee, waardoor voorwerpen en ideeën werden geïmporteerd uit Griekenland, de Griekse kolonies in Italië, Egypte en het Nabije Oosten.

## De invloed van de Oud-Griekse kunst
De Etruskische kunst kan niet los worden gezien van de invloed die zij, vanuit het moederland en Groot-Griekenland, ondergaan heeft van ontwikkelingen in de Oud-Griekse kunst. De resultaten van deze invloed verschillen per kunstvorm. Er is geen sprake van slaafse imitatie: de Etruskische kunst heeft haar eigen karakter.
In de oriëntaliserende periode van de Etruskische kunst, van 700 tot 575 v.Chr., kwam de invloed vooral van Fenicië en de oud-Cypriotische cultuur. Vanaf 625 begon de Griekse invloed de overhand te nemen. Grotere sculpturen (zoals die van 'de meester van de Apollo van Veii' Vulca) en muurschilderingen deden hun intrede. Deze invloed hield aan gedurende de periode van de Griekse Archaïsche kunst. Het verlies van de Slag bij Cumae (zie Etruskische geschiedenis) tekende het begin van het politieke en culturele verval van de Etruskische stadstaten. De oud-Griekse invloed nam tijdens de klassieke periode af. In de 3e eeuw v.Chr. kwam het Hellenisme weer meer overeen met de Etruskische smaak en liefde voor het realistische.

## Etruskisch aardewerk

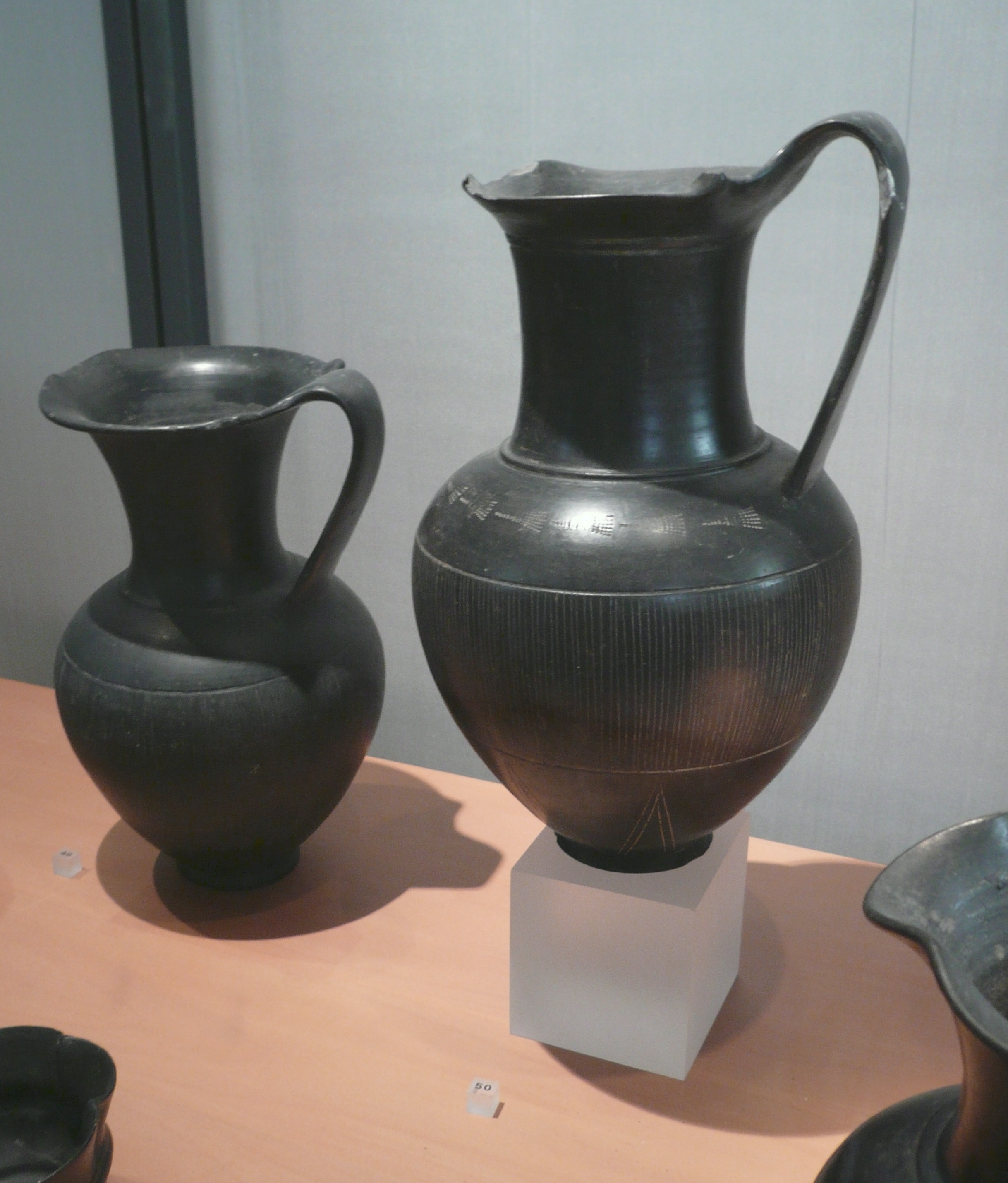
Etruskisch bucchero. Ca. 625-600 v.Chr. Marseille, Musée d'Archéologie Méditerranéenne.

Etruskisch aardewerk wordt gekenmerkt door haar sierlijke vormen. Een belangrijke collectie van Etruskisch keramiek kan gezien worden in de Ny Carlsberg Glyptothek in Kopenhagen en in de Villa Giulia te Rome.
De typerendste Etruskische vorm van aardewerk is bucchero, met een glanzend zwarte of asgrijze kleur. 
Dit werd eerst geproduceerd in Caere ca. 675 v.Chr. De pottenbakkers van deze stad (nu Cerveteri) waren de uitvinders van dit zwarte aardewerk dat bekomen werd door de vorm die uit klei gemaakt was een lange periode in een oven zonder zuurstof te laten carbonizeren. 
Het bucchero aardewerk was dun en daardoor vrij breekbaar. Bovendien was het duur.  Het eerste, dunne bucchero imiteerde het brons. Schalen, borden en schotels in bucchero werden gebruikt bij de maaltijden. 
Een ander type aardewerk werd beschilderd met mythologische motieven.

## Etruskische architectuur

Gevleugelde paarden met harnas, terracotta bas-reliëf, Etruskische kunst uit de Hellenistische tijd (overblijfselen van de Tempel van het Altaar van de Koningin, nu in Palazzo Vitelleschi in Tarquinia)

Alhoewel geen enkele Etruskische stad goed bewaard gebleven is, weten we toch dankzij de archeologie iets over hun wooncultuur. Op de site van Marzabotto, dicht bij Bologna, werd een stadsdeel opgegraven uit het begin van de 5e eeuw v.Chr. Er stonden grote huizen gebouwd uit baksteen op funderingen in natuursteen. In Volterra is een Etruskische poort bewaard. Op meerdere plaatsen in Etrurië heeft men vastgesteld dat de tempels versierd waren met beeldhouwwerk dat goden of mythologische wezens voorstelde. Veel energie werd besteed aan de bouw van graven voor de aristocratische klasse, zoals in Cerveteri en in Tarquinia.
De Etruskische architectuur, die een grote invloed uitoefende op de Romeinse, was in Italië zeker vernieuwend. De Etruskische bouwmeesters voerden de boog en het gewelf in, en het gebruik van baksteen uit gebakken klei.

## Etruskische terracotta beelden

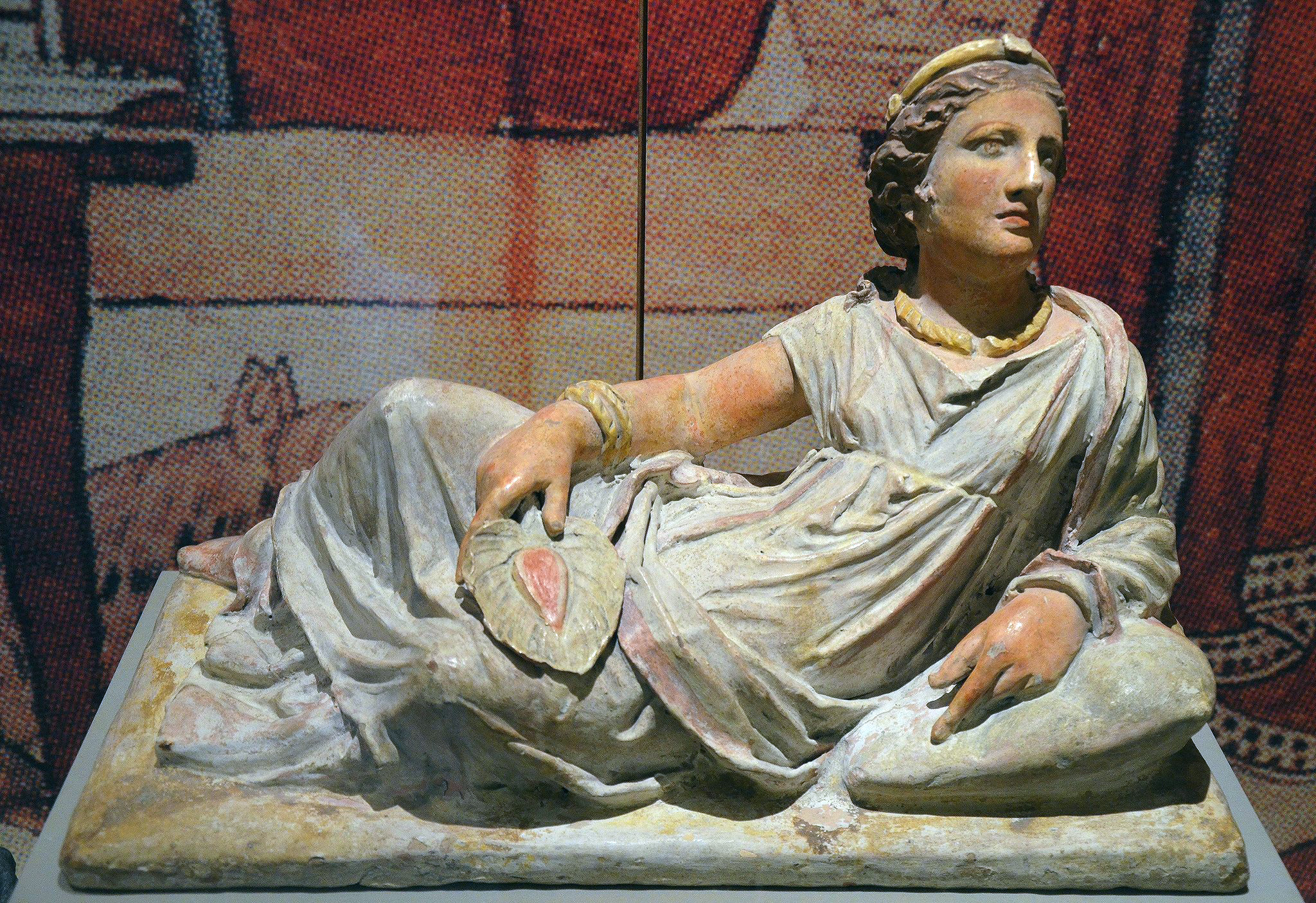
Etruskische sarcofaag in terracotta (Badisches Landesmuseum Karlsruhe)

De Etruskische beelden werden niet in marmer, maar wel in brons en klei (terracotta) gemaakt. Zie ook: Etruskisch kamergraf.
De Apollo van Veii (hoogte 175 cm ca. 500 v.Chr.) is een van de bekendste voorbeelden van terracotta beeldhouwkunst. Het werd ontdekt in 1916 en bevindt zich in de Villa Giulia te Rome.

## Bronzen sculpturen en edelsmeedkunst

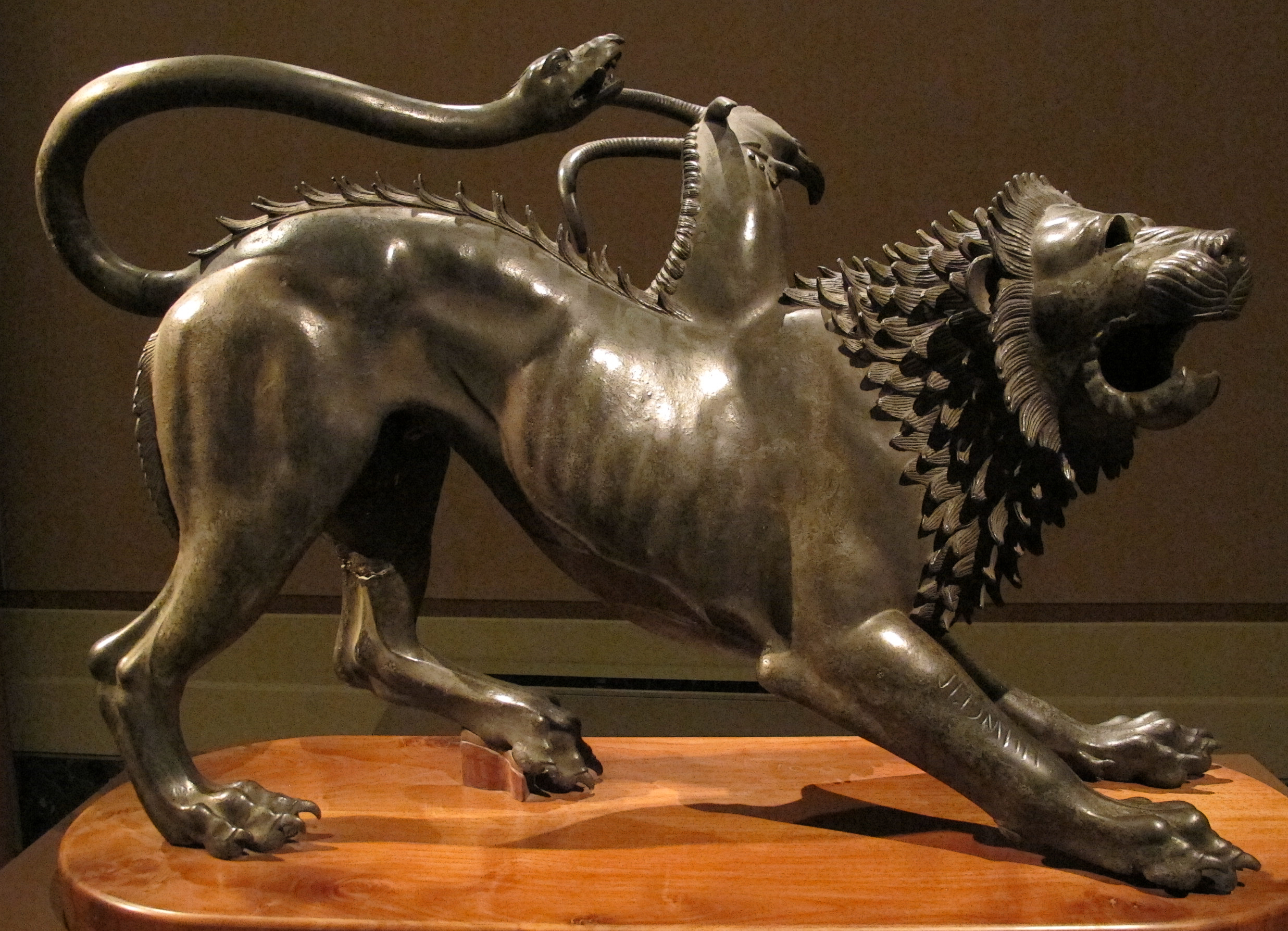
De beroemde Chimaera van Arezzo in de Sala dei Bronzi van het Museo archeologico nazionale di Firenze.

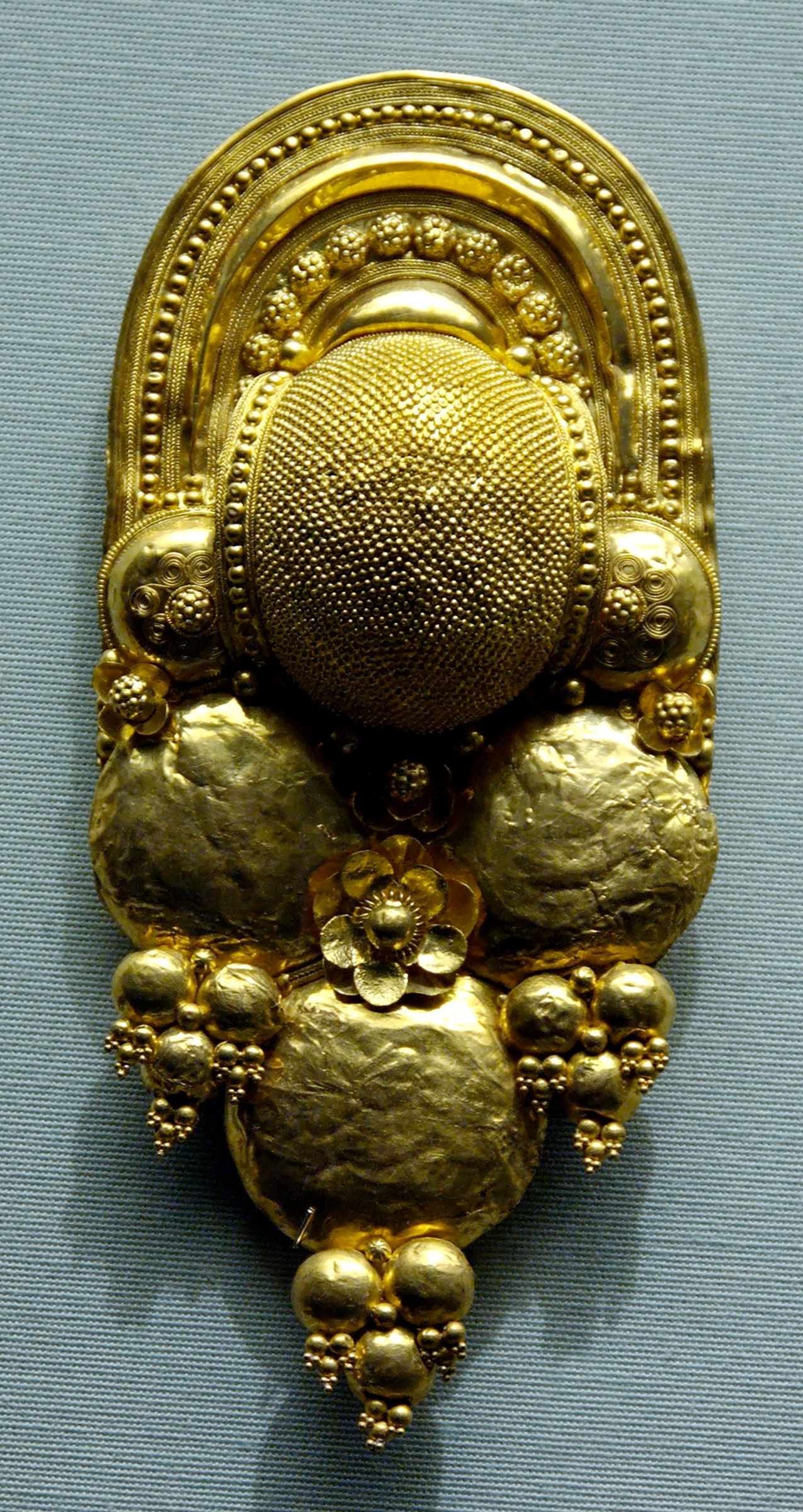
Etruskische oorsteker, 4e eeuw v.Chr. Bladgoud, 64 mm (British Museum)

Er is slechts weinig brons tot ons gekomen. De reden ligt voor de hand: zowel Romeinen als latere Italianen hebben het vaak omgesmolten om nieuwe voorwerpen te maken. Etruskisch brons werd net als marmeren zuilen uit de Romeinse keizertijd gerecupereerd. In de 3de eeuw voor Chr. roofden de Romeinen 2.000 bronzen beelden uit Volsinii om ze om te smelten en eigen gebruiksvoorwerpen met het zo bekomen metaal te maken.
Voorbeelden van wat nog bewaard is:
- Etruskische jongen met eend. Brons. Hoogte 33 cm. 2de eeuw voor Chr. Rijksmuseum van Oudheden te Leiden.
- de Chimaera van Arezzo. Brons. Hoogte 80 cm. Vroege 4de eeuw voor Chr.
- de "Mars" van Todi. Brons. Hoogte 141 cm. Vroege 4de eeuw voor Chr.

Hun edelsmeedkunst komt tot uiting in juwelen, bronzen spiegels en versierde bronzen helmen. In het Louvre te Parijs worden gouden broches bewaard.
De Etruskische edelsmeden beheersten de zeer moeilijke filigraan- en granulatietechnieken.

## Etruskische schilderkunst
De Etruskische schilderkunst vertoont enige verwantschap met de oud-Griekse. We vinden ze vooral terug op de muren van de typische Etruskische kamergraven. De belangrijkste vindplaatsen van deze fresco's zijn Tarquinia, Caere, Veio en Sarteano. 
Enkele bekende graven met fresco's uit Tarquinia zijn het graf van de Stieren, het Orcus graf, het Orcus II graf, het graf van de Auguren, het graf van de Jacht en de Visvangst en het graf der Luipaarden. Men vermoedt dat Griekse kunstenaars die zich in in de 2e helft van de 6e eeuw voor Chr. in Tarquinia gevestigd hadden, actief meegewerkt hebben aan deze fresco's.
Het graf van de Jacht en de Visvangst is uniek door de voorstelling van het landschap. Bovendien gaat de mens hier op in de natuur.
Interessant zijn ook de beschilderde platen in terracotta uit Caere (3e kwart van de 6e eeuw v.Chr.) in 1840 ontdekt door Giovanni Pietro Campana in de necropolis van Banditaccia, die zich nu in het Louvre bevinden en ons een idee geven hoe de decoratie in huizen en tempels er kan hebben uitgezien.

## Verder lezen
- La peinture étrusque, première peinture de l'Europe?, Clio.fr (2002).